# Razlog
Razlog (în bulgară Разлог) este un oraș situat în partea de sud-vest a Bulgariei în Munții Pirin. Este reședința comunei Razlog din Regiunea Blagoevgrad. La recensământul din 2011 avea o populație de 11.960 locuitori. Turism. Până în 1925 s-a numit Mehomia.

## Demografie
Componența etnică a orașului Razlog
     Bulgari (90%)
     Romi (4,08%)
     Nicio identificare (5,55%)
     Altele (0,9%)
La recensământul din 2011, populația orașului Razlog era de 11.960 locuitori. Din punct de vedere etnic, majoritatea locuitorilor (90,0%) erau bulgari, cu o minoritate de romi (4,08%). Pentru 5,55% din locuitori nu este cunoscută apartenența etnică. Aici trăiesc mulți aromâni dar nu sunt recunoscuți ca minoritate etnică și sunt înregistrați ca bulgari.